# Tankie

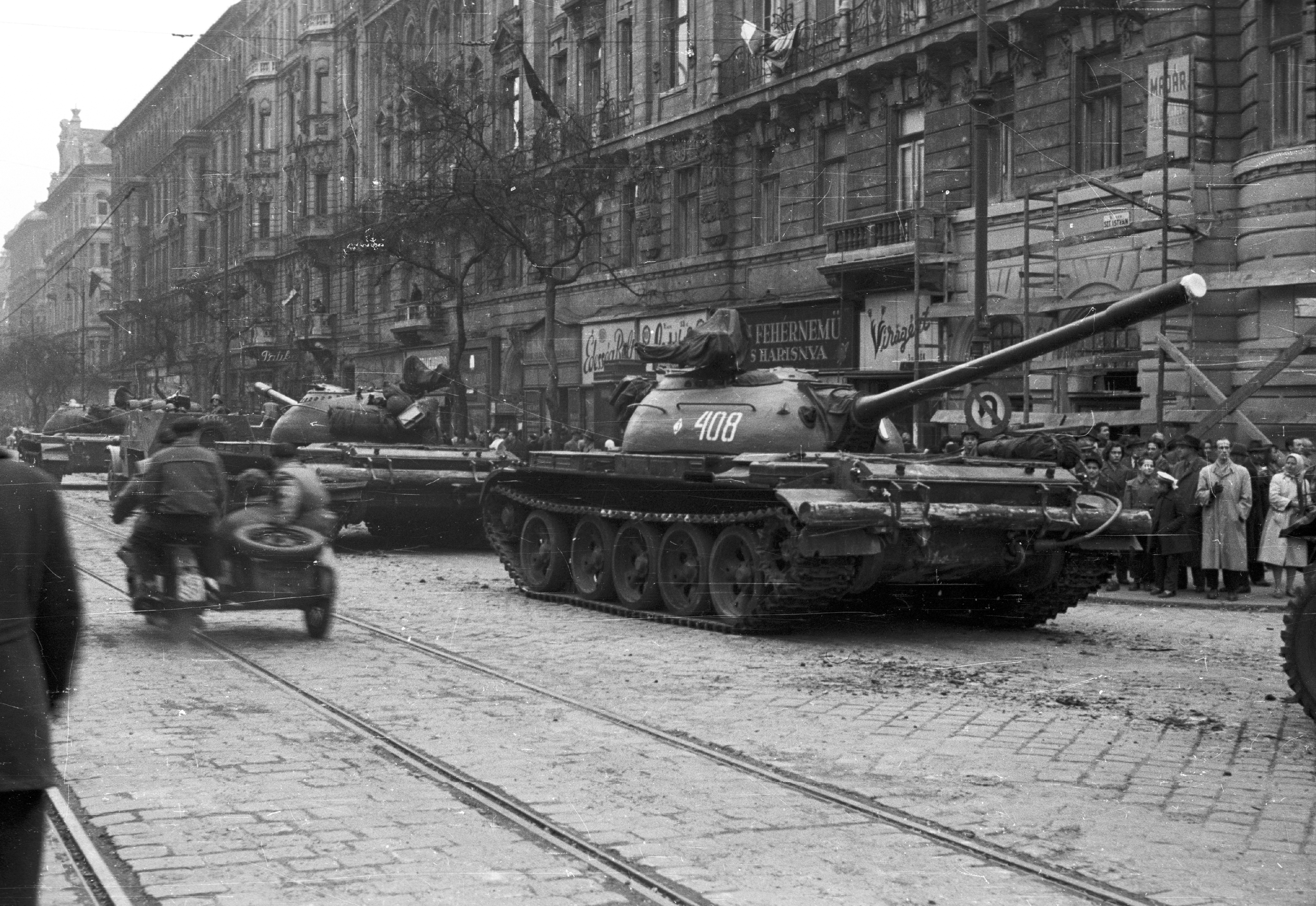
Insurrection de Budapest en 1956

Le terme « tankie » désignait en 1956 de manière péjorative ceux qui, au sein du Parti communiste britannique, ont approuvé la répression de l’insurrection de Budapest par les chars de l’Armée rouge (d'où la racine du terme « tank »). Plus largement, il désignait, durant la guerre froide, les militants des gauches occidentales qui, par réflexe partisan, ont soutenu les actions autoritaires et répressives du gouvernement soviétique, comme la répression du printemps de Prague en 1968 et l'invasion soviétique de l’Afghanistan (1979-1989).
L'utilisation du terme « tankie » se poursuit après la chute de l'URSS pour pouvoir caractériser aujourd’hui les activistes et personnalités politiques qui, au sein des gauches occidentales, peuvent soutenir, dans des contextes et à des degrés divers, des régimes autoritaires se réclamant d’une résistance à l’impérialisme américain : la Libye de Mouammar Kadhafi, la Syrie de Bachar el-Assad, la Chine de Xi Jiping, ou la Russie de Vladimir Poutine. Ces activistes sont décrits comme fondant leurs opinions dans les interventions militaires occidentales échouées et dont la légitimité est contestée, comme l'opération Force alliée en Serbie en 1999, la guerre d'Irak de 2003, ou l'intervention militaire de 2011 en Libye.
Dans les années 2010 et 2020, le terme « tankie » est réutilisé pour désigner péjorativement les personnes justifiant la répression de la révolution syrienne par le régime de Bachar el-Assad, soutenu par la Russie, et l’invasion russe de l'Ukraine à partir de 2022,.